# Équipe d'Iran de hockey sur gazon
Maillots
L'Équipe d'Iran de hockey sur gazon représente l'Iran dans les compétitions internationales masculines de hockey sur gazon. Il est gouverné par la Fédération iranienne de hockey.

## Histoire
L'Iran a pris part aux Jeux asiatiques de 1974 où l'Iran occupait la sixième et dernière place après une lourde défaite 13 - 0 contre le Pakistan.
L'Iran a aussi pris part à la Coupe d'Asie 1985 qui se tenait à Dacca, au Bangladesh où l'Iran souffrait à nouveau contre l'éventuel gagnant, le Pakistan avec le même résultat (défaite 16 - 0).

## Histoire dans les tournois

### Jeux asiatiques
- 1974 - 6e place

### Coupe d'Asie
- Coupe d'Asie 1985 - 10e place

### Coupe d'Asie de l'Ouest
- 1974 :

### Coupe AHF
- 2002 - 5e